# Cumoniscus kruppi
Cumoniscus kruppi är en kräftdjursart som beskrevs av Bonnier 1903. Cumoniscus kruppi ingår i släktet Cumoniscus och familjen Deoterthridae. Inga underarter finns listade i Catalogue of Life.